# ایگور تیخومیروف
ایگور تیخومیروف (روسی: Игорь Тихомиров؛ زادهٔ ۴ مهٔ ۱۹۶۳) ورزشکار شمشیربازی اهل اتحاد جماهیر شوروی سوسیالیستی است.
وی در مسابقات کشوری و بین‌المللی در مجموع برندهٔ ۱ مدال طلا، ۲ مدال برنز شده‌است.